# 雅科夫·法克

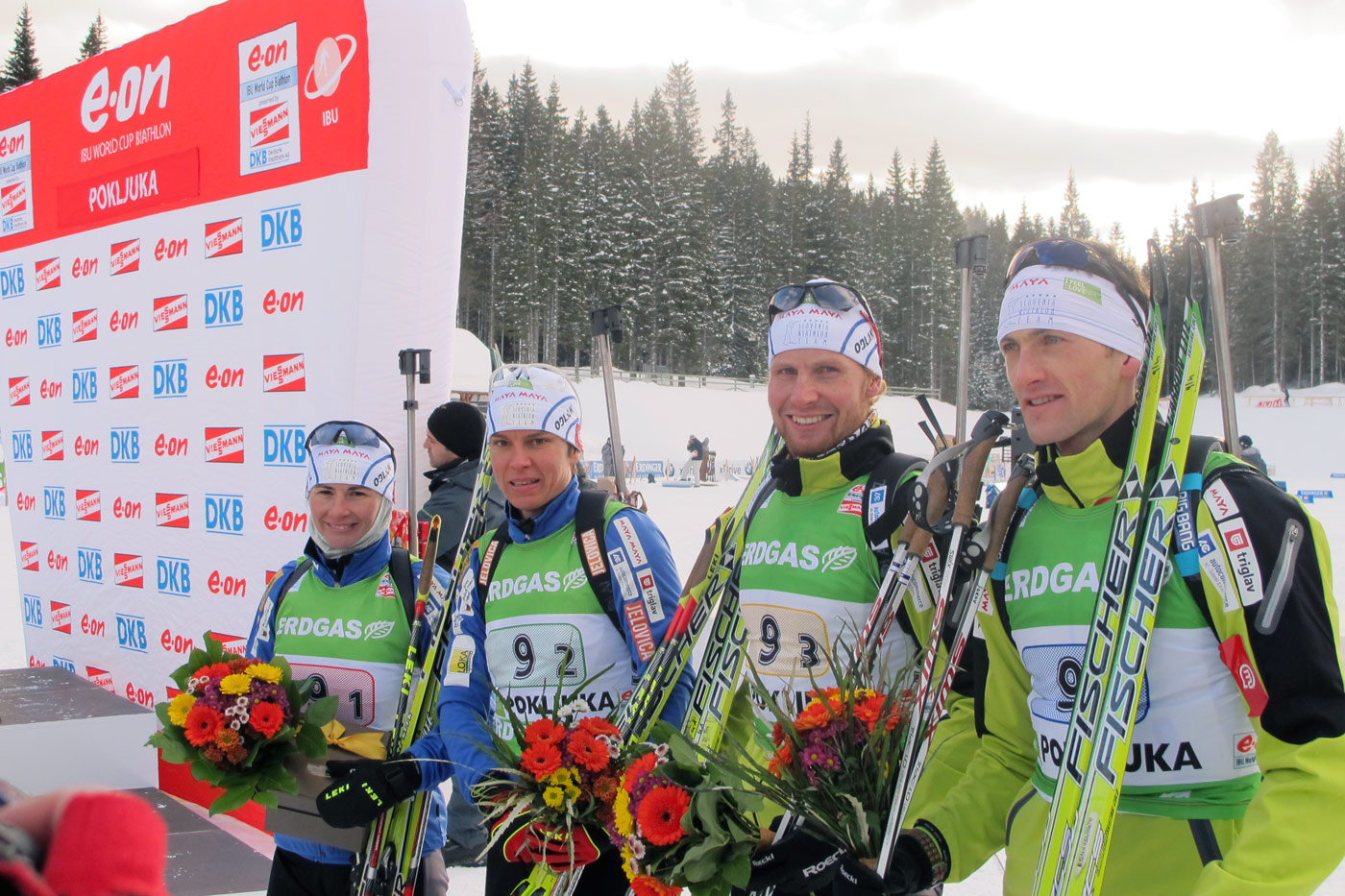
2010年法克在斯洛文尼亚混合接力队

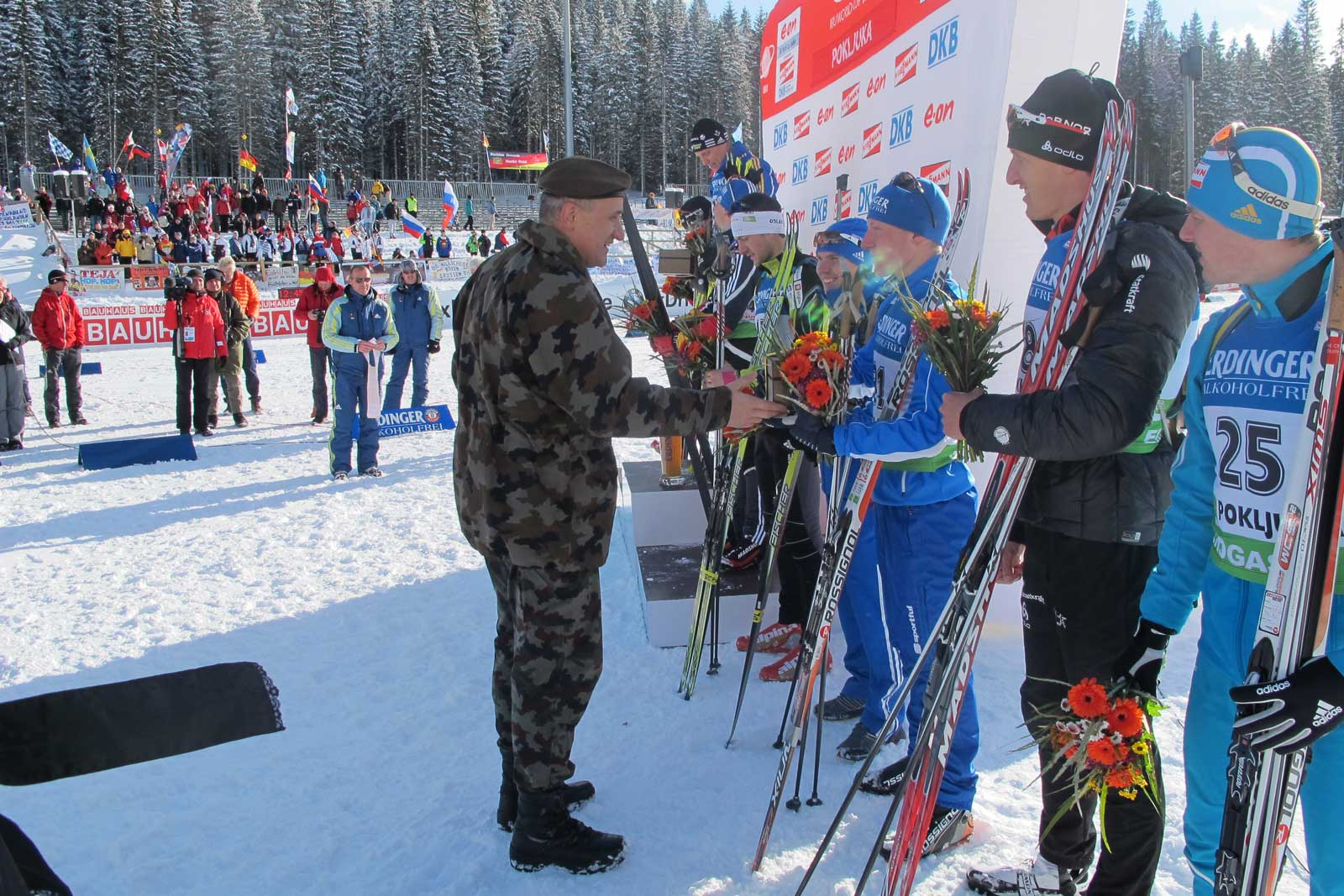
2010年领奖台上的法克

雅科夫·法克（1987年8月1日—），斯洛文尼亚冬季两项运动员。法克生于南斯拉夫社会主义联邦共和国里耶卡，2010年前代表克罗地亚国家队参赛，2010年起改投斯洛文尼亚国家队。代表克罗地亚参赛期间，他在2009年冬季兩項世界錦標賽上夺得铜牌，在2010年温哥华冬奥会上再夺一枚铜牌，还在温哥华冬奥会开幕式上担任旗手。2010年，法克宣布自己加入斯洛文尼亚冬季两项国家队，并从2010至2011赛季开始代表斯洛文尼亚比赛。2012年冬季两项世锦赛上，法克获得20公里个人赛金牌。2015年冬季两项世锦赛上，他获得15公里集体出发赛金牌。2018年平昌冬奥会上，他摘得20公里个人赛银牌。